# Ken Silverman
Ken Silverman (Mount Kisco, 1º novembre 1975) è un informatico statunitense.
Famoso come sviluppatore di giochi, scrisse in C il Build Engine utilizzato in giochi famosi come Duke Nukem 3D, Blood, Shadow Warrior e altri titoli.

## Informazioni generali
Ken Silverman studia programmazione sin dall'infanzia e ha frequentato la Brown University, dove il padre ottenne anni prima un posto di lavoro come professore. Ma abbandonò questa scuola per un determinato periodo di tempo durante il quale firmò un contratto con l'Apogee Software, casa videoludica che divenne in seguito la famosa 3D Realms con la quale produsse il Build Engine.
Sta svolgendo in questo periodo, in collaborazione con altri programmatori, il "Voxlap Engine", cioè un motore grafico in grado di riprodurre i Voxel (Pixel+Volume), il quale fu impiegato anche per il gioco Ace of Spades. Ha reso disponibile il codice sorgente del Build Engine dal momento che, intorno al 1998, cominciarono ad uscire i primi motori grafici completamente 3D come l'Unreal Engine. Resta comunque un motore di tutto rispetto e utile per gli appassionati di giochi in stile Duke Nukem 3D. È possibile, attraverso il suo sito web (non fornito qui di seguito per sicurezza sulle leggi di Wikipedia) ottenere lavori del passato e dimostrazioni di produzioni precedenti da lui stesso postate nel sito.